# Pamphilius inanitus
Pamphilius inanitus är en stekelart som först beskrevs av Charles Joseph de Villers 1789.  Pamphilius inanitus ingår i släktet Pamphilius, och familjen spinnarsteklar. Enligt den finländska rödlistan är arten sårbar i Finland. Arten är reproducerande i Sverige. Artens livsmiljö är parker, gårdsplaner och trädgårdar.